# De Nek
De Nek is een kleiput in een knik van de Zuiderdijk tussen Schellinkhout en Wijdenes in de Nederlandse provincie Noord-Holland.
De kleiput is in de jaren twintig van de 20e eeuw is ontstaan door het afgraven van klei, die gebruikt werd voor de versterking van de zeedijk. Deze versterking was noodzakelijk geworden door de overstromingen als gevolg van de stormvloed in 1916. Na de afgraving van de klei ontstond er, rond de rechthoekig gevormde put, een waterrijk natuurgebied, dat dienstdoet als broedgebied voor diverse vogelsoorten. Zo broeden er jaarlijks duizenden kokmeeuwen. Ook de geoorde futen broeden hier. Diverse trekvogels verblijven hier voor korte of voor langere tijd. De weilanden rond de Nek worden gebruikt door foeragerende ganzen.